# Macronemus verrucosus
Macronemus verrucosus là một loài bọ cánh cứng trong họ Cerambycidae.